# Wanneweh
Die Wanneweh ist ein Nebenfluss der Ohre. Er fließt durch den Landkreis Börde und den Altmarkkreis Salzwedel in Sachsen-Anhalt.

## Verlauf des Flusses
Die Wanneweh fließt an den Orten Calvörde, Rantenhorst mit Klüdener Pax-Wanneweh, Lössewitz, Zobbenitz, Roxförde, Wannefeld und Letzlingen entlang, bis sie schließlich südlich von Calvörde in die Ohre mündet.

## Geschichte
An der Wanneweh stand einst eine der ältesten Wassermühlen innerhalb des Amtsbezirks Calvörde, die Wannewehmühle.